# Agneta Fischer
Agneta Hebelina Fischer (Haarlem, 22 juni 1958) is hoogleraar in de emoties en affectieve processen aan de Universiteit van Amsterdam.

## Opleiding en onderzoek
Na haar eindexamen gymnasium aan het Sint Aldegonde-college te Haarlem in 1976 begon Fischer aan een studie psychologie aan de Universiteit van Leiden. Zij studeerde cum-laude af in de theoretische psychologie.  Daarop volgende een promotieonderzoek aan diezelfde universiteit. Haar promotoren waren prof. Leo van der Kamp en prof.Nico Frijda.
Na haar promotie in Leiden ging zij werken aan de universiteit van Amsterdam, waar zij sinds 1991 een hoogleraarspositie bekleedt. Tussen 1998 en 2003 bezette ze een leerstoel namens de De Beauvoir Stichting op het gebied van Gender and Management en deed daar onderzoek naar de volgens haarzelf gebrekkige doorstroming van vrouwen naar hogere functies.Zij begeleidde in totaal 19 psychologen naar hun promotie: 11 vrouwen en 8 mannen
Van 2002 tot 2012 was zij professor in de emotietheorie namens het CERE (Consortium of European Research on Emotion). In 2012 werd ze benoemd tot hoogleraar in de emoties en affectieve processen bij de faculteit psychologie. Zij deed onderzoek naar negatieve emoties - zoals angst, minachting en haat - en samen met haar promovendi naar genderverschillen op het gebied van emoties. Een ander onderzoek van Fischer richt zich op de expressie van emoties op het gelaat, waarbij het zowel gaat om emotionele mimicry als om het herkennen van emoties.
In 2022 haalde Fischer het nieuws toen ze beweerde dat de tijd voorbij was waarin wetenschappers recht hadden op een eigen werkkamer, omdat vastgoed in Amsterdam daar te duur voor was. In het kader van hun werk nadenken of een boek schrijven kan volgens Fischer net zo goed thuis gebeuren.
Prof.Fischer was promotor van 19 psychologen: elf vrouwen en acht mannen.

## Lijst van bestuurlijke functies (selectie)
- 2004-2009 voorzitter programmacommissie Sociale psychologie UvA
- 2006-2012 voorzitter van de afdeling Psychologie UvA
- 2006-2012 hoofd van de examencommissie psychologie bachelor graad UvA
- 2012-2918 Onderzoeksdirecteur van het onderzoeksinstituut voor de psychologie UvA
- 2012-2018 bestuurslid van het AmsterdamBrain and Cognition Center (ABC)
- 2012-2018 lid van de stuurgroep van het Spinoza Centrum
- 2019-2024 decaan van de faculteit Maatschappij- en Gedragswetenschappen (FMG)[1]
- 2004-2009 President of the International Society for Research on Emotion

## Onderzoek waarvoor zij subsidies ontving (selectie)
- 1996 Onderzoek naar beeldvorming over ouderen, verleend door het Ministerie van LNV
- 1998 Onderzoek naar de doorstroming van vrouwen, verleend door het Ministerie van LNV
- 2001 Onderzoek naar de organisatiecultuur in Nederland door Ministerie van SZW
- 2001 Onderzoek naar balansvoorkeuren mannen t.o. vrouwen bij de ING bank, verleend door De ING-bank
- 2001 Onderzoek naar de organisatiecultuur in de kunst- en cultuursector verleend door het Ministerie van OC&W
- 2003 Onderzoek gericht op de ontwikkeling van een diagnostisch meetinstrument voor Organisatiecultuur. Verleend doorOpportunity in bedrijf.
- 2005 Onderzoek naar Emotional contagion in intergroup contexts, verleend door NWO /ESF
- 2005 Onderzoek naar Emotional contagion in intergroup contexts: The role of self and others. verleend door NWO/MAGW